# 砂川遺跡

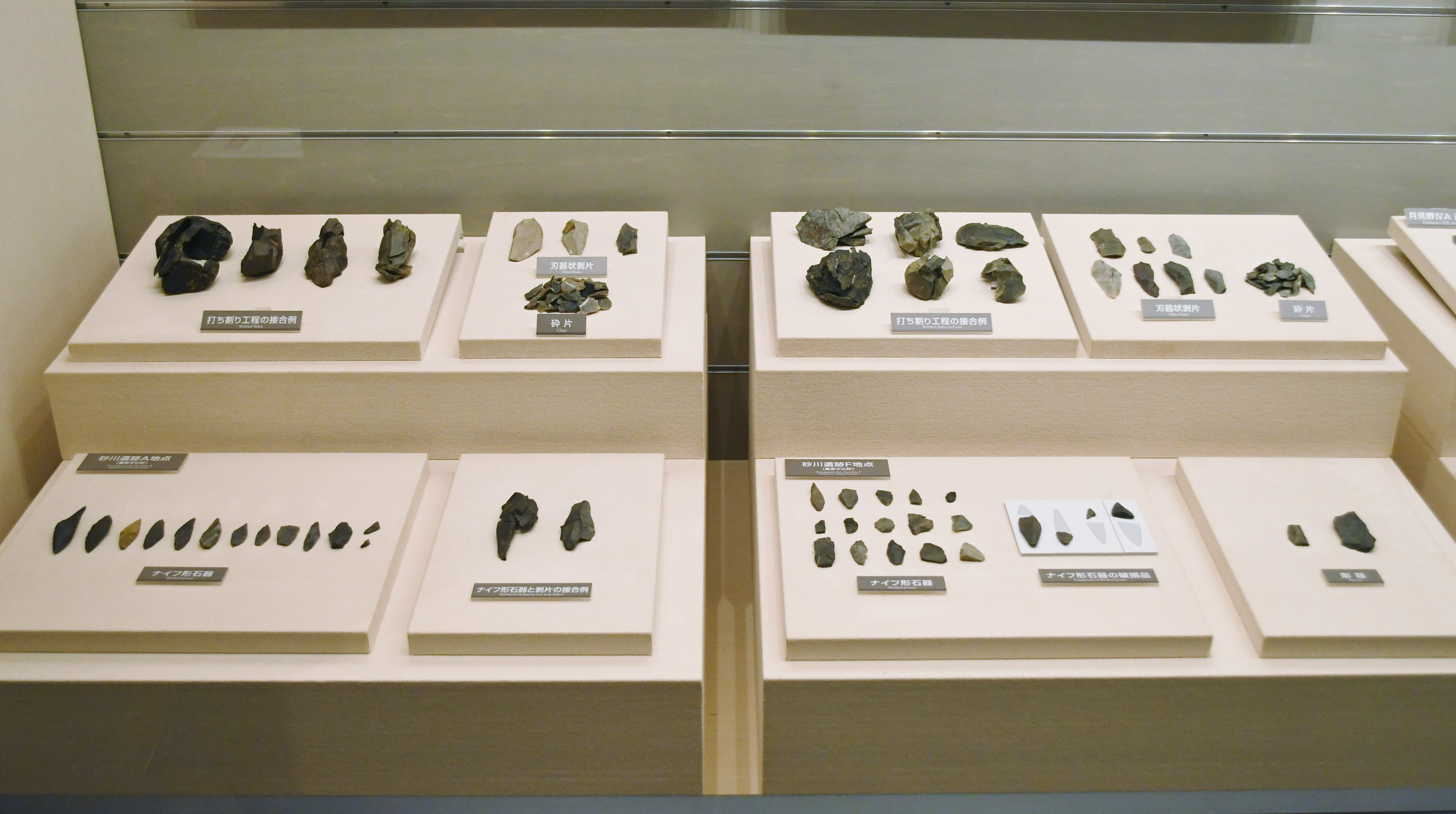
砂川遺跡 出土品（国の重要文化財）明治大学博物館展示。

砂川遺跡（すながわいせき）は、埼玉県所沢市三ヶ島三丁目1075番地ほかにある旧石器時代の遺跡。所沢市指定史跡に指定され、出土品は国の重要文化財に指定されている。

## 概要
川越台地上に立地する。標高105メートル、遺跡の南側を流れる柳瀬川との比高差は20メートルを測り、遺物の散布状態から6地点の遺跡が確認されている。そのうちの3地点に対して、1966年（昭和41年）に明治大学考古学研究室によって、1973年（昭和48年）に所沢市教育委員会によって発掘調査が行われ、ナイフ形石器を主要利器とする時期の石器がまとまって出土した。本件は、ナイフ形石器35点、彫器1点、石核2点、縦長剥片59点、接合資料40点から構成され、これらは出土地点により2群に分けられる（第1群＝1966年（昭和41年）調査、第2群＝1973年（昭和48年）調査）。砂川遺跡の石器は、ナイフ形石器を主に、彫器、縦長剥片で構成され、石槍などを含まず全体的に器種が少ないことを特色とする。
ナイフ形石器は、北海道を除く本州・九州・四国地域で普遍的に使用された石器であり、その用途は刺突、切断などの万能利器といわれ、地域による形態差がある。砂川遺跡出土のナイフ形石器は、関東地方を代表する『茂呂型』に属し、石核から縦長の剥片を剥がし、それを斜めに断ち切るようにして刃潰し加工を行い、細身の柳葉形に仕上げている。また、石核や接合資料も、ナイフ形石器の製作技法を復元する上で欠くことができない遺物である。
砂川遺跡出土品は、石器の製作、使用、欠損、廃棄の流れ、および原材料である岩石の持ち込み、持ち出しの状況を明らかにする内容を持つ。これらは旧石器時代の人々の生活、居住の最小単位、および石核や石器をたずさえた人々の動きを研究する上で貴重な文化財であり、また関東地方を代表するナイフ形石器の時期の石器の組み合わせ、製作技法をよく示すものとして価値が高いとして、国の重要文化財に指定されている。また、石器出土地点も所沢市指定史跡となり、「砂川遺跡都市緑地」として整備されている。

## 文化財

### 重要文化財（国指定）
- 埼玉県砂川遺跡出土品（考古資料） - 明細は以下。明治大学所有。1993年（平成5年）1月20日指定。[2]
  - 第一群
    - ナイフ形石器 15箇
    - 石核 1箇
    - 縦長剥片 25箇
    - 接合資料 23箇
    - （附指定）剥片・砕片 一括

  - 第二群
    - ナイフ形石器 20箇
    - 彫器 1箇
    - 石核 1箇
    - 縦長剥片 34箇
    - 接合資料 17箇
    - （附指定）剥片・砕片 一括

### 所沢市指定文化財
- 史跡
  - 砂川遺跡 - 1969年（昭和44年）6月27日指定。